# 東方敬信
東方 敬信（とうぼう よしのぶ、1944年1月12日 - ）は、日本の神学者・牧師。青山学院大学名誉教授。専門は組織神学。
岡山県出身。キリスト教の経済倫理が、現代においてどのような可能性を持つのかを研究テーマとする。

## 略歴
- 1966年　青山学院大学経済学部経済学科卒業
- 東京神学大学神学部卒業
- 東京神学大学大学院神学研究科組織神学専攻博士課程退学
- 1996-97年デューク大学客員研究員。
- 日本基督教団銀座教会副牧師、経堂緑岡教会牧師、富士見丘教会担任教師
- 青山学院大学宗教主任・総合文化政策学部教授。日本基督教学会理事。

## 著書
- 「神学のねらい」銀座教会、1974
- 「H・リチャード・ニーバーの神学」日本基督教団出版局 、1980
- 「物語の神学とキリスト教倫理」教文館、1995
- 『キリストの平和と文化の諸領域 第27回フォーラム東方敬信師講演会』東京ミッション研究所　1996
- 「ポリスの神学 美徳の誕生 ハワーワス神学をめぐって 第39回フォーラム東方敬信師講演会」東京ミッション研究所シリーズ 、2000
- 「神の国と経済倫理 キリスト教の生活世界をめざして」教文館、2001
- 『生きるための教育 教育人間学とキリスト教』教文館　2009
- 『文明の衝突とキリスト教 文化社会倫理学的考察』教文館　2011

## 共編著
- 「キリスト教と生命倫理」教団出版局、1993
- 「思想力―絵画から読み解くキリスト教」海津忠雄,茂牧人,深井智朗共著、キリスト教新聞社、2008

## 翻訳
- H.リチャード・ニーバー『近代文化の崩壊と唯一神信仰』ヨルダン社　1984
- J.M.ガスタフソン『キリスト教倫理は可能か』ヨルダン社　1987
- ゴードン・D.カウフマン『核時代の神学』ヨルダン社　1989
- S.ハワーワス『平和を可能にする神の国』新教出版社　1992　現代キリスト教倫理双書
- セオドア・W.ジェニングス編『神学者の使命 現代アメリカの神学的潮流』伊藤悟共訳　ヨルダン社　1994
- S.ハワーワス,C.ピンチス『美徳の中のキリスト者 美徳の倫理学との神学的対話』教文館　1997
- S.ハワーワス,W.H.ウィリモン『旅する神の民 「キリスト教国アメリカ」への挑戦状』伊藤悟共訳　教文館　1999
- S.ハワーワス,W.H.ウィリモン『神の真理 キリスト教的生における十戒』伊藤悟共訳　新教出版社　2001
- ポール・プルイザー『牧師による診断』斎藤武共訳　すぐ書房　2004
- ジョン・マッコーリー『平和のコンセプト 聖書的・神学的視座から』新教出版社　2008
- リチャード・ヘイズ『新約聖書のモラル・ヴィジョン 共同体・十字架・新しい創造』河野克也共訳　キリスト新聞社　2011